# Inondations d'octobre 2015 dans les Alpes-Maritimes
- Pertes humaines
- Zone des intempéries

Les inondations d’octobre 2015 dans le département des Alpes-Maritimes en France sont des phénomènes de débordement de cours d'eau dus à de forts cumuls de pluie qui se sont produits dans la soirée et dans la nuit du 3 au 4 octobre 2015.
Les communes de Cannes, Antibes, Vallauris, Biot et Mandelieu-la-Napoule ont été particulièrement touchées par ces crues. Les inondations affectent également plusieurs communes du Var voisin.

## Déroulement
Le 3 octobre 2015, Météo-France place les Bouches-du-Rhône, le Var, le Vaucluse, la Drôme et les Alpes-Maritimes en vigilance orange signalant des risques d'inondations voire des crues, l'alerte est levée en fin de journée. La vigilance orange pour risques d'orages est maintenue pour le Var et les Alpes-Maritimes jusqu'au lendemain 16 h.
Vers 14 h, les Bouches-du-Rhône sont touchées par de fortes précipitations orageuses. Une trombe marine s'est formée au large de La Ciotat et Saint-Cyr-sur-Mer. En fin d'après midi, les orages se sont déplacés sur la côte varoise jusqu'à atteindre les Alpes-Maritimes. Les pluies diluviennes se sont déclarées vers 20 h avec des cumuls très importants, des orages extrêmement violents et des crues exceptionnelles. Les orages stationnaires ont donné des cumuls en une heure jamais enregistrés auparavant dans la ville de Cannes.
Relevé des cumuls de précipitations en 3 h (entre 19 h et 22 h) :
- Cannes : 180 mm (en 1 h, de 20 h à 21 h il est relevé 107 mm[8]) ;
- Mandelieu-la-Napoule : 159 mm (en 1 h, de 20 h à 21 h il est relevé 99 mm).

Les déluges ont duré trois heures, ayant créé ainsi des torrents qui ont inondé les habitations principalement de Cannes, Vallauris, Biot, Mandelieu-la-Napoule et Antibes.
Le match de football qui opposait Nice face à Nantes a été reporté à la 46e minute (21 h 11) en raison, d'une part, de ces pluies diluviennes et, d'autre part, de la pelouse devenue impraticable.
Plus de 70 000 impacts de foudres ont été enregistrées par Météorage.
Les fleuves côtiers du secteur, la Siagne et la Brague, ainsi que la plupart de leurs affluents débordent très rapidement et largement. À Fréjus dans le Var, le Reyran connaît son plus fort débit mesuré depuis la création de la station hydrologique en 1970.
Une analyse de la situation météorologique et de l'épisode hydrologique a été réalisée par l'université de Nice. Elle conclut à l'inéluctabilité du retour de tels évènements, liés à l'intensité extrême des précipitations s'abattant sur des sols saturés, et à la grande vulnérabilité d'une urbanisation largement développée en zone inondable, sans autre précaution.

## Bilan

### Bilan humain
Le 4 octobre, en fin de journée, un bilan provisoire fait état de dix-sept morts et quatre disparus. Le 5, un nouveau bilan, toujours provisoire, fait état de vingt morts.
- une personne est morte noyée dans un camping d'Antibes, deux Allemands portés disparus dans le secteur de la ville[11] sont retrouvés « sains et saufs » le 6[12] ;
- trois personnes âgées se noient au rez-de-chaussée d'une maison de retraite de Biot ;
- cinq personnes sont mortes à Cannes, dont une jeune femme noyée dans un parking et une autre dans un accident de la route provoqué par les intempéries[13] ;
- trois personnes se noient dans leur voiture dans un tunnel à Vallauris-Golfe-Juan ;
- huit personnes se noient en tentant de sortir leur véhicule des parkings souterrains de plusieurs résidences de Mandelieu-la-Napoule[14].

### Bilan matériel
- En gare de Cannes, les voies, les quais et le hall principal sont inondés. Le trafic ferroviaire est totalement interrompu[15].
- Des centraux téléphoniques sont endommagés, voire détruits comme à Cannes, privant d'internet et de téléphone de nombreuses communes dont une partie de la technopole de Sophia Antipolis. De plus, le système de paiement par carte bancaire rest interrompu pendant plusieurs jours en certains endroits.
- La station de radio Kiss FM qui émet dans la région depuis Cannes est endommagée, en partie sous les eaux, son site internet ne fonctionnant plus[16]. Le site internet était de nouveau opérationnel dans la soirée du 7 octobre 2015.
- Plus de 90 % des installations techniques du Marineland d'Antibes sont dévastés par les inondations[17].

Par arrêté du 7 octobre 2015 les communes suivantes sont reconnues en état de catastrophe naturelle pour cet évènement du 3 octobre :
- dans les Alpes-Maritimes (quatorze communes) : Antibes, Biot, Cagnes-sur-Mer, Cannes, Le Cannet, Mandelieu-la-Napoule, Mougins, Nice, Roquefort-les-Pins, La Roquette-sur-Siagne, Théoule-sur-Mer, Valbonne, Vallauris, Villeneuve-Loubet ;
- dans le Var (dix-huit communes) : Les Arcs, Brignoles, Cabasse, Callas, Camps-la-Source, Flassans-sur-Issole, Flayosc, Forcalqueiret, Fréjus, Méounes-lès-Montrieux, La Motte, Néoules, Puget-sur-Argens, La Roquebrussanne, Saint-Antonin-du-Var, Saint-Raphaël, Le Thoronet, Trans-en-Provence.

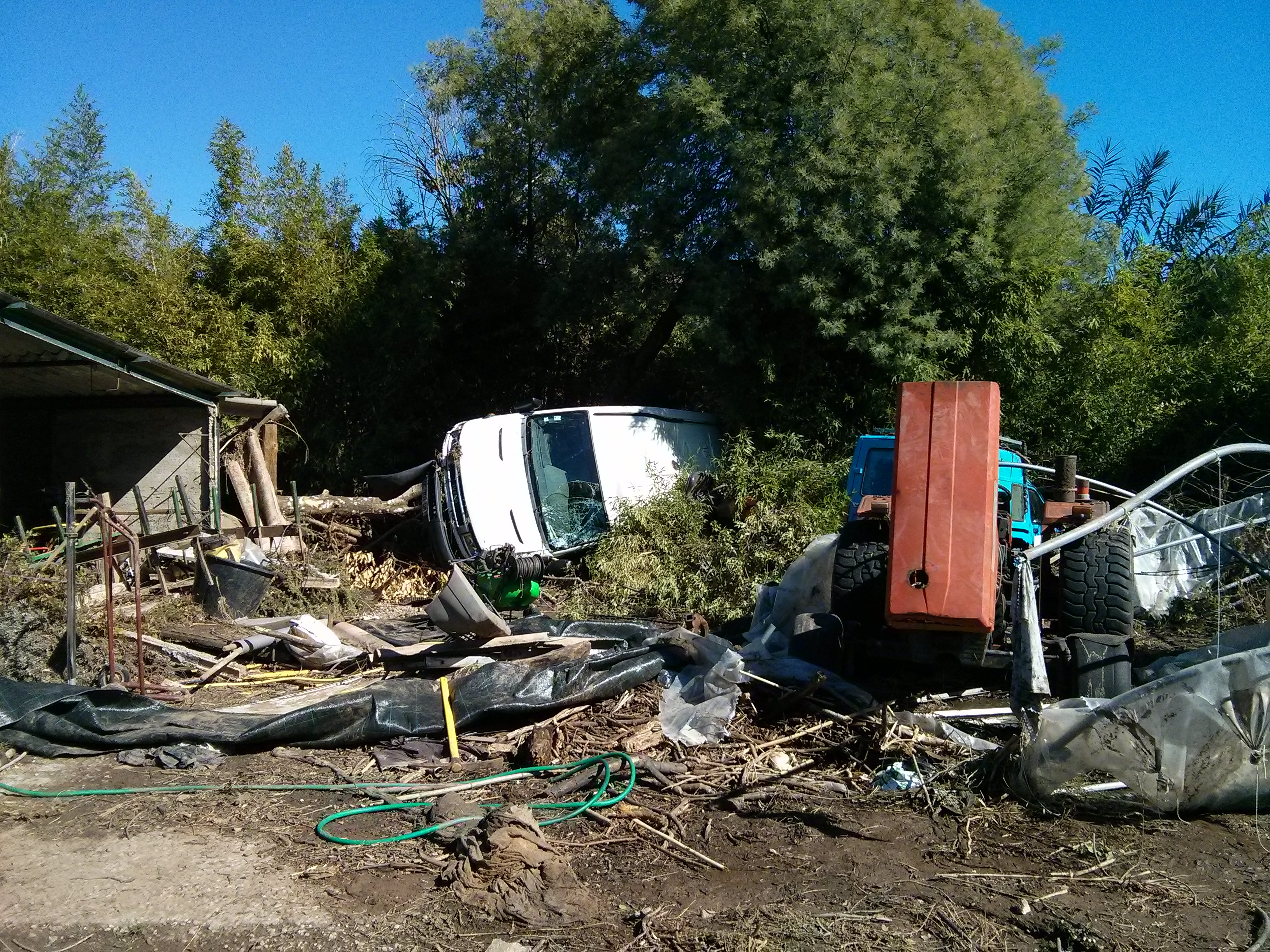
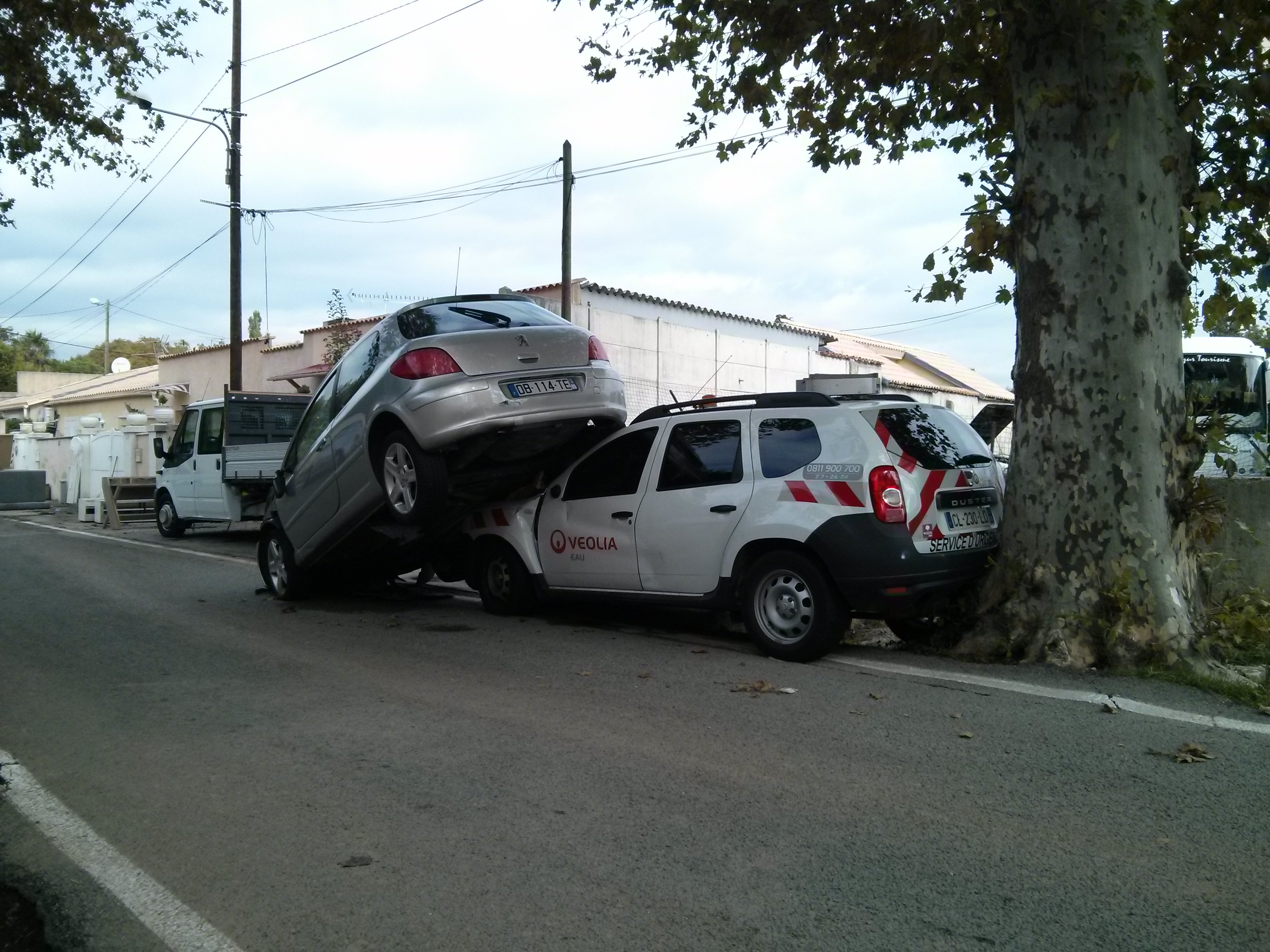
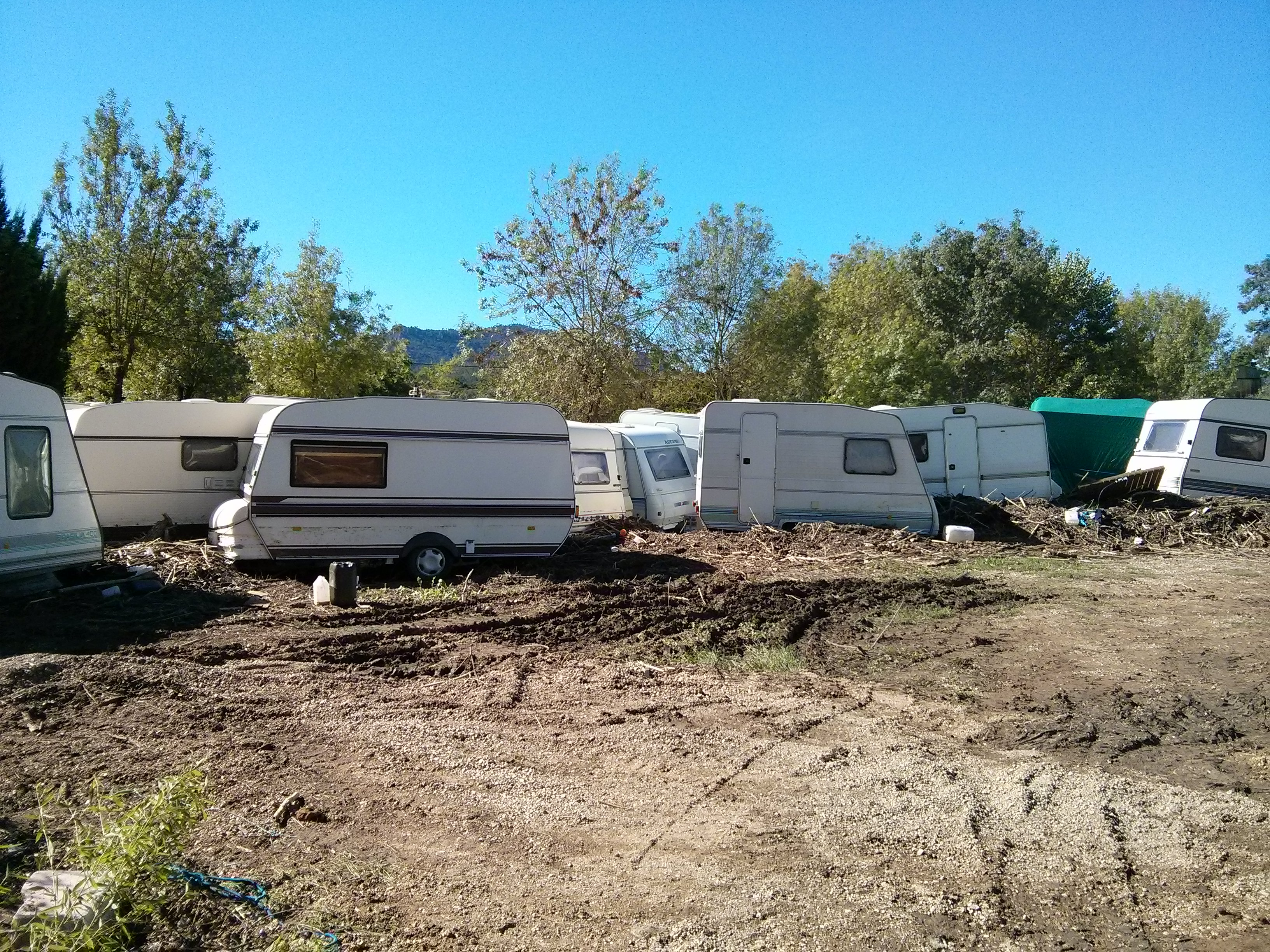
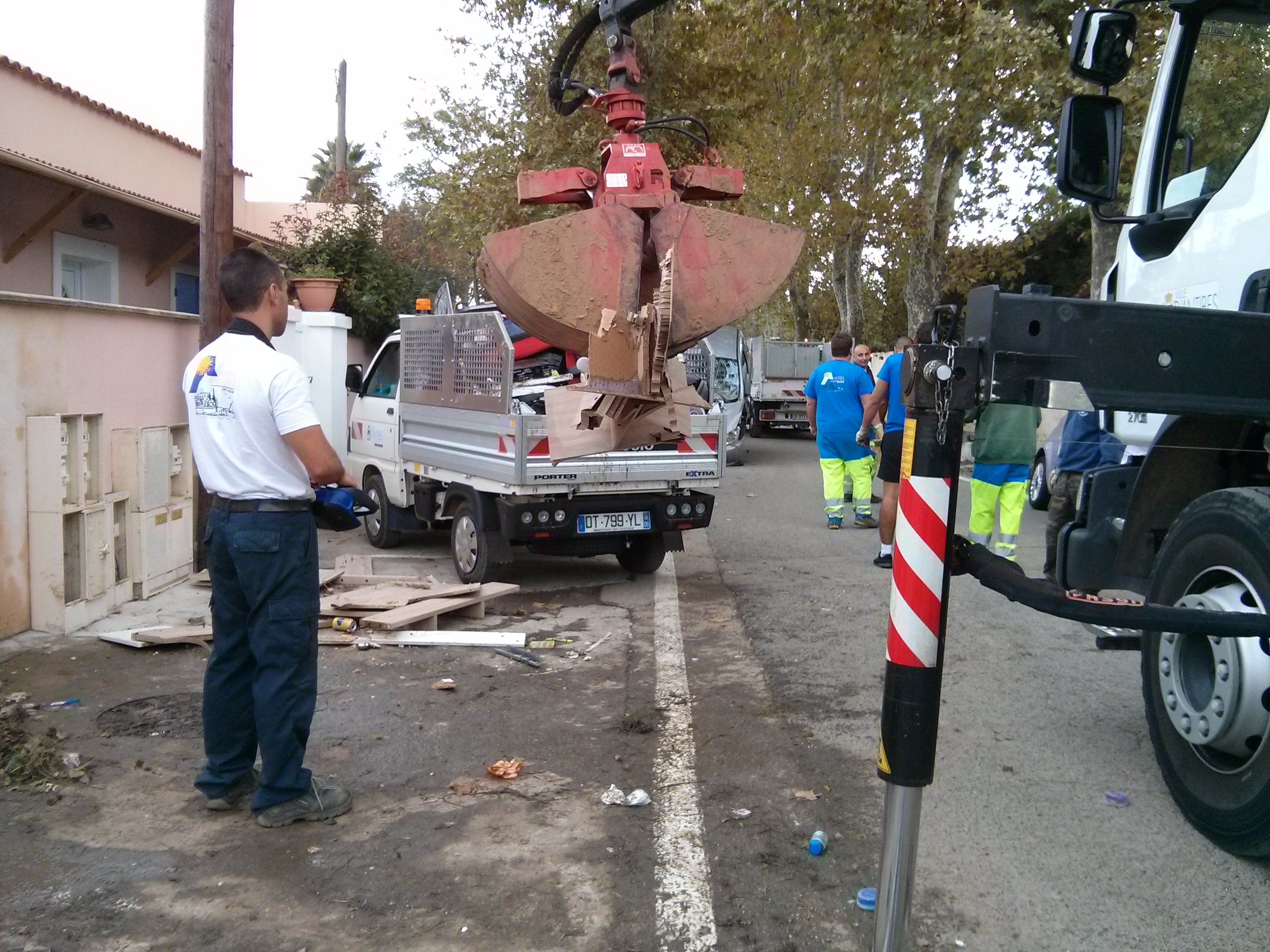

## Réactions politiques

### Visite de François Hollande
Dès le lendemain, le 4 octobre 2015, le président de la République française, François Hollande, en compagnie du ministre de l'Intérieur Bernard Cazeneuve, est allé rencontrer la population éprouvée et voir les dégâts causés par les inondations à la maison de retraite de Biot puis à Antibes, Cannes et Mandelieu.